# Ai. Ioan Georgescu
Ai. Ioan Georgescu, romunski general, * 19. november 1888, † 20. marec 1951.